# Кіоджа
Кіоджа (італ. Chioggia, вен. Cióxa) — місто та муніципалітет в Італії, у регіоні Венето, метрополійне місто Венеція. Населення — 49 832 особи (2014). Щорічний фестиваль відбувається 11 червня. Покровитель — San Felice.

## Географія
Кіоджа розташована на відстані близько 370 км на північ від Рима, 25 км на південь від Венеції.

## Демографія
Населення за роками:

Станом на 1 січня 2023 року в муніципалітеті офіційно проживало 1920 іноземців з 82 країн, серед них 441 громадянин країн Євросоюзу та 354 громадяни України.

## Релігія
- Центр Кіоджівської діоцезії Католицької церкви.

## Клімат
| CHIOGGIA         | Місяці | Місяці | Місяці | Місяці | Місяці | Місяці | Місяці | Місяці | Місяці | Місяці | Місяці | Місяці | Пора | Пора | Пора | Пора | Рік  |
| CHIOGGIA         | Січ    | Лют    | Бер    | Кві    | Тра    | Чер    | Лип    | Сер    | Вер    | Жов    | Лис    | Гру    | Зим  | Вес  | Літ  | Осі  | Рік  |
| ---------------- | ------ | ------ | ------ | ------ | ------ | ------ | ------ | ------ | ------ | ------ | ------ | ------ | ---- | ---- | ---- | ---- | ---- |
| Темп. макс. (°C) | 5.1    | 6.7    | 10.8   | 15.9   | 20.9   | 24.4   | 27.3   | 26.7   | 23.1   | 17.7   | 11.2   | 6.5    | 6.1  | 15.9 | 26.1 | 17.3 | 16.4 |
| Темп. мін. (°C)  | 0.7    | 1.7    | 5.5    | 9.7    | 14.1   | 17.5   | 20.2   | 19.9   | 17.1   | 12.1   | 7.1    | 2.3    | 1.6  | 9.8  | 19.2 | 12.1 | 10.7 |

## Уродженці
- Діно Балларін (*1925 — †1949) — відомий у минулому італійський футболіст, воротар.
- Джованні Кроче (1557—1609) — пізньоренесансовий та ранньобароковий композитор
- Джозеффо Царліно (1517—1590) — пізньоренесансовий композитор та теоретик музики
- Франческо Шупфер (1833—1925) — італійський історик права, правознавець-романіст, академік та політик.

## Сусідні муніципалітети
- Кампанья-Лупія
- Каварцере
- Кодевіго
- Кона
- Корреццола
- Лорео
- Розоліна
- Венеція